# Robert Kreitling
Robert Kreitling (* 26. Oktober 1837 in Neu Zittau; † nach 1913) war ein deutscher Politiker und Mitglied des Deutschen Reichstags.

## Leben
Kreitling besuchte die Volksschule und dann das Köllnische Realgymnasium bis zur Untersekunda. Er absolvierte eine Lehre als Mechaniker und besuchte während eines Zeitraumes von fünf Jahren Paris, London, Wien und München. 1862 machte er sich selbständig, gab jedoch 1876 sein Geschäft wieder auf. Seitdem war er im Kommunaldienst in Berlin. Ab 1870 war er in verschiedenen Kommissionen der städtischen Verwaltung tätig und wurde 1879 zum Bürgerdeputierten der Schuldeputation und 1883 zum Stadtverordneten gewählt.
Ab 1898 war er Mitglied des Deutschen Reichstags für den Wahlkreis Berlin 2 (Schöneberger Vorstadt, Friedrichsvorstadt, Tempelhofer Vorstadt, Friedrichstadt-Süd) und die Freisinnige Volkspartei. Er legte das Mandat am 8. Februar 1899 nieder. Von 1899 bis 1908 und von 1911 bis 1913 war er Mitglied des Preußischen Abgeordnetenhauses.
Der Rentier Kreitling lebte in der Friesenstraße 13 (Berlin SW), im 1915 herausgegebenen Adressbuch der Direktoren und Aufsichtsräte wird für den Vorsitzenden des Aufsichtsrats der Cottbuser Maschinenbau-Anstalt und Eisengießerei AG die Leibnizstraße 23 in Charlottenburg genannt.